# Cristo Risorto Pro Scicli
L'Associazione Sportiva Dilettantistica Cristo Risorto Pro Scicli nota semplicemente come Pro Scicli è stata una squadra italiana di calcio a 5 con sede a Scicli, in provincia di Ragusa.

## Storia

### Le origini
La società è stata fondata nel 1969 come alternativa alla principale squadra di calcio a 11 della città e solo successivamente è stata convertita al calcio a 5. Nel 2002 vince il torneo regionale di Serie C1 e conquista la promozione in Serie B imponendosi nello spareggio contro la formazione reggina del Maestrelli C5, grazie al fondamentale apporto dell'italobrasiliano Neto Mendes De Souza Nelson. 
La dirigenza conferma gli uomini di punta della promozione ed infoltisce la rosa diretta da Roberto Tasca in vista del Girone F di Serie B dove la Pro Scicli è inserita insieme a ben sette formazioni campane. Il campionato si rivela, dopo un inizio incoraggiante, piuttosto problematico per via di una fase centrale molto deludente. Con l'innesto dei giovani Thiago Del Rigo Perfetti e Gonzalo Matos, la squadra conquista 10 punti sui dodici disponibili nelle ultime quattro giornate e giunge alla salvezza. Dopo un anno così delicato passato in maniera indenne, la Pro Scicli si attrezza in maniera più convincente per la stagione 2003/2004: registrato il ritorno in patria di Matos, la squadra siciliana tessera Federico Amar ed il portiere Ariel Antico ed agli ordini di mister Tasca riparte per una stagione inizialmente balbettante ma poi ingrana una marcia dapprima soddisfacente, poi ottima, quando dopo il tesseramento dei tre italoargentini Mariano Comas, Maxmiliano Agostino e Santiago Distefano, la Pro Scicli sconfigge le prime due della classe ovvero il Marcianise e il Gi.Pi. Palermo. La rincorsa nella seconda parte della stagione non basta alla qualificazione ai play-off, a cui accede il Palermo per migliore differenza reti.
Sfumata la richiesta di ripescaggio in A2, la Pro Scicli per la stagione 2004-2005 lavora comunque per un campionato di alto livello: la squadra viene assegnata all'esperto tecnico Rino Chillemi proveniente dall'Augusta, che si porta dall'altra realtà ragusana diversi giocatori con esperienza di massima divisione. Il Girone F della Serie B, imbottito di formazioni campane (8 su 14) è uno stimolo per la Pro Scicli che poco prima dell'inizio di stagione si assicura il pivot Enrique Oropel con esperienze in A2 con Cesena. La squadra diventa quella "da battere", guidando il campionato sino a pasqua, quando a Imola vince la Coppa Italia di categoria. Al ritorno in campo per il campionato, la Pro Scicli non perde lo smalto sin lì dimostrato, vincendo il proprio girone per distacco e conquistando la Serie A2.

### Serie A
Chillemi lascia Scicli, sostituito da Vicente De Luise referente FIFA per il calcio a 5, dall'Augusta, per la prima stagione in A2, arrivano ben sei nomi a rimpinguare un organico già ottimo. L'ultimo colpo è l'arrivo del portiere Javier Lopez già giocatore del Montesilvano. L'ottimo inizio ed il buon andamento in fase centrale del campionato, con alcune perle come la vittoria sul Cinecittà poi promosso, sono seguite da un periodo di involuzione, che porta all'allontanamento di Neto. La squadra non trova il bandolo della matassa giungendo sesta in classifica e mancando la qualificazione ai play-off per la massima serie, apparsi possibili dopo la prima parte di stagione. Il 2007 è invece l'anno decisivo per il salto di qualità: sotto la guida del cavallo di ritorno Chillemi, la società iblea vince con due giornate di anticipo il girone B della Serie A2 2006-07, conquistando una storica promozione in Serie A e qualificandosi ai play-off scudetto dove però è eliminata al primo turno dalla Roma Futsal. Nel 2007-08 la Pro Scicli disputa il suo primo campionato di Serie A, concludendo all'ottavo posto. Nei play off scudetto elimina il Bisceglie al primo turno ma deve cedere nei quarti alla Luparense che si confermerà per il secondo anno di seguito campione d'Italia.
Nel 2008-09 i problemi societari sono messi in secondo piano dal positivo avvio di campionato. La situazione però esplode violentemente in dicembre quando la Pro Scicli non si reca in trasferta per disputare la partita contro il Bisceglie. Il giudice sportivo infligge alla società la sconfitta per 6-0 a tavolino, un punto di penalità, un'ammenda e un indennizzo. La maggior parte dei tesserati cambiano maglia, e la Pro Scicli disputa le partite restanti con i giocatori del settore giovanile, perdendole tutte e chiudendo la stagione all'ultimo posto in classifica.

### Il ritorno nei campionati regionali
Al termine del campionato, pur mantenendo il titolo sportivo la società non presenta domanda di iscrizione al campionato di Serie A2 ed è costretta a ripartire dalla Serie D siciliana.

## Cronistoria parziale
| Cronistoria della Pro Scicli |
| --- |
| - 1998-99 · Disputa il girone ? di Serie C2. Promossa in Serie C1. - 1999-00 · Disputa il girone A di Serie C1. - 2000-01 · Disputa il campionato di Serie C1. Retrocessa in Serie C2, viene ripescata. Sconfitta nei play-out contro L'Oasi Castelvetrano. - 2001-02 · 2ª in Serie C1. Promossa in Serie B. Vincitrice nello spareggio contro il Maestrelli RC. - 2002-03 · 7ª nel girone F di Serie B. - 2003-04 · 4ª nel girone F di Serie B. 1ª fase di Coppa Italia di Serie B. - 2004-05 · 1ª nel girone F di Serie B. Promossa in Serie A2. Vince la Coppa Italia di Serie B (1º titolo). - 2005-06 · 6ª nel girone B di Serie A2. - 2006-07 · 1ª nel girone B di Serie A2. Promossa in Serie A. Semifinalista di Coppa Italia di Serie A2. - 2007-08 · 8ª in Serie A. Quarti di finale play-off. - 2008-09 · 14ª in Serie A. Retrocessa in Serie A2. - 2009 · Rinuncia alla Serie A2, riparte dalle categorie regionali. - 2009-10 · ? - 2010-11 · Disputa il girone A di Serie D provinciale. - 2011-12 · 5ª nel girone A di Serie D provinciale. |

## Organigramma
- Presidente: Giorgio Vindigni
- Vice Presidente: Vincenzo Fidone
- Vice Presidente: Alberto Patanè
- Segretario: Sandro Gambuzza
- Direttore Generale: Salvatore Palazzolo
- Direttore Sportivo: Giovanni Ciavorella
- Allenatore Rino Chillemi

## Rosa 2005-06
| N° | Naz.               | Ruolo      | Sportivo                | Anno     |  |  |
| -- | ------------------ | ---------- | ----------------------- | -------- |  |  |
|    | Brasile (bandiera) | Portiere   | Renato Peres            | 31.01.78 |  |  |
|    | Brasile (bandiera) | Portiere   | Denis Micheletto        | 06.03.80 |  |  |
|    | Italia (bandiera)  | Portiere   | Fabio Cicero            | 02.11.87 |  |  |
|    | Brasile (bandiera) | Difensore  | Douglas Correia         | 11.07.83 |  |  |
|    | Brasile (bandiera) | Difensore  | Thyago Piffer           | 06.09.82 |  |  |
|    | Brasile (bandiera) | Laterale   | Fernando Silveira       | 01.03.83 |  |  |
|    | Brasile (bandiera) | Laterale   | Leandro Almir Rodrigues | 24.06.82 |  |  |
|    | Brasile (bandiera) | Laterale   | Gustavo Menini          | 19.07.85 |  |  |
|    | Brasile (bandiera) | Pivot      | Juninho                 | 30.08.83 |  |  |
|    | Brasile (bandiera) | Laterale   | Clayton Matheus         | 20.05.82 |  |  |
|    | Brasile (bandiera) | Universale | Fábio Bachega           | 28.04.83 |  |  |
|    | Italia (bandiera)  | Laterale   | Cristian Finocchiaro    | 09.10.87 |  |  |
|    | Italia (bandiera)  | Laterale   | Dario Savà              | 09.10.87 |  |  |
|    | Italia (bandiera)  | Laterale   | Alessio Strenna         | 23.12.88 |  |  |
|    | Brasile (bandiera) | Laterale   | Riccardo Braga          | 05.04.83 |  |  |
|    | Italia (bandiera)  | Allenatore | Rino Chillemi           | -        |  |  |

## Rosa 2007-08
| N° | Naz.               | Ruolo      | Sportivo                | Anno     |  |  |
| -- | ------------------ | ---------- | ----------------------- | -------- |  |  |
|    | Brasile (bandiera) | Portiere   | Renato Peres            | 31.01.78 |  |  |
|    | Brasile (bandiera) | Portiere   | Denis Micheletto        | 06.03.80 |  |  |
|    | Italia (bandiera)  | Portiere   | Fabio Cicero            | 02.11.87 |  |  |
|    | Brasile (bandiera) | Difensore  | Ricardo Luiz Da Silva   | 03.01.75 |  |  |
|    | Brasile (bandiera) | Difensore  | Thyago Piffer           | 06.09.82 |  |  |
|    | Brasile (bandiera) | Laterale   | Gustavo Menini          | 02.04.85 |  |  |
|    | Brasile (bandiera) | Laterale   | Leandro Almir Rodrigues | 24.06.82 |  |  |
|    | Brasile (bandiera) | Laterale   | Douglas Correia         | 12.02.82 |  |  |
|    | Brasile (bandiera) | Laterale   | Julio Romanini          | 17.10.79 |  |  |
|    | Italia (bandiera)  | Laterale   | Dario Savà              | 09.10.87 |  |  |
|    | Brasile (bandiera) | Laterale   | Orlando Bidinotti       | 01.03.84 |  |  |
|    | Italia (bandiera)  | Laterale   | Cristian Finocchiaro    | 09.10.87 |  |  |
|    | Brasile (bandiera) | Laterale   | Clayton Matheus         | 20.05.83 |  |  |
|    | Brasile (bandiera) | Pivot      | Juninho                 | 30.08.83 |  |  |
|    | Italia (bandiera)  | Pivot      | Giuseppe Occhipinti     | 01.08.89 |  |  |
|    | Italia (bandiera)  | Allenatore | Rino Chillemi           | -        |  |  |